# 6657 Otukyo
6657 Otukyo (1992 WY) là một tiểu hành tinh vành đai chính được phát hiện ngày 17 tháng 11 năm 1992 bởi A. Sugie ở Đài thiên văn Dynic.